# Termitosphaera
Termitosphaera is een monotypisch geslacht van schimmels behorend tot de familie Lyophyllaceae. Het geslacht bevat alleen een soort Termitosphaera duthiei.